# Xanthohumol

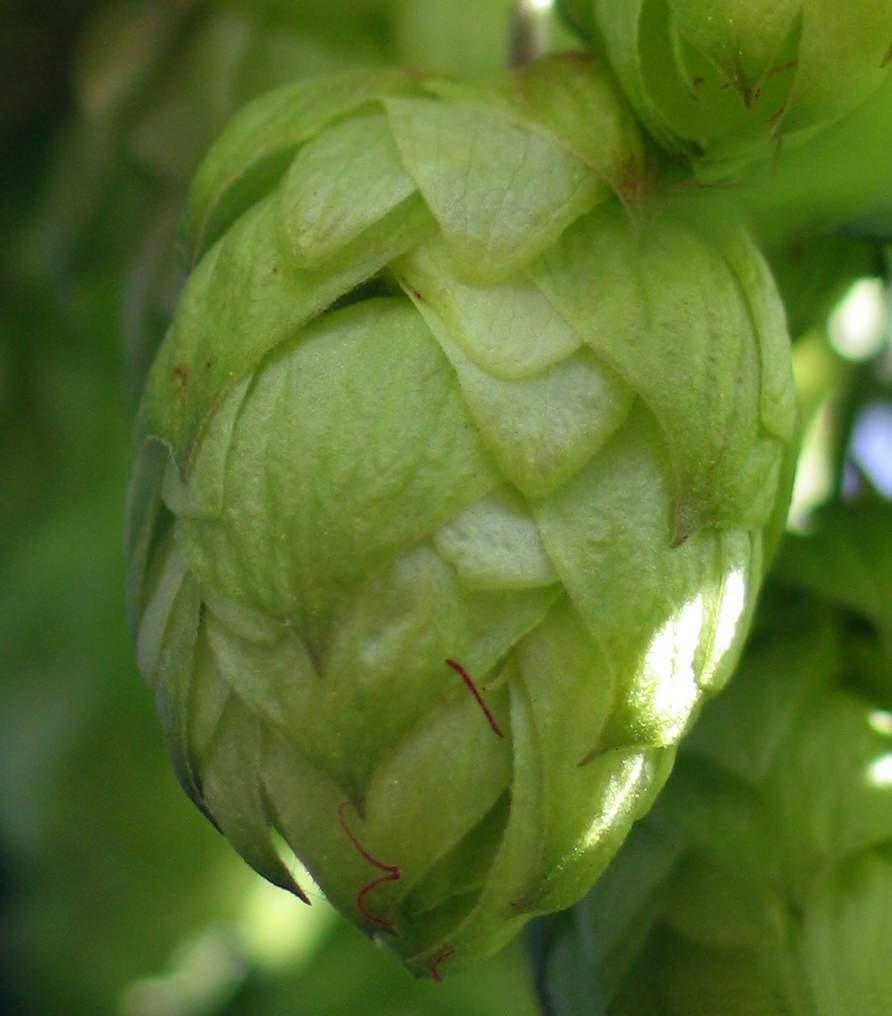
Hopfendolde einer Kultursorte

Bei Xanthohumol handelt es sich um ein prenyliertes Pflanzenpolyphenol, das den Chalkonen zugeordnet wird und bisher ausschließlich im Hopfen nachgewiesen werden konnte. Dabei weisen die Bitterhopfensorten einen deutlich höheren Gehalt an Xanthohumol auf als Aromasorten. Beim Brauprozess wird Xanthohumol weitestgehend durch das Erhitzen in Isoxanthohumol umgewandelt.
In Tests zeigte sich Xanthohumol als wirksam gegen die Entstehung und Entwicklung von Krebszellen. Die chemopräventive Wirkung von Isoxanthohumol ist deutlich geringer.
Die Privatbrauerei Hoepfner entwickelte ein 2004 patentiertes Verfahren, um Bier mit einem erhöhten Xanthohumol-Gehalt zu brauen.
An der Lanzhou-Universität in China konnte in Laborversuchen festgestellt werden, dass Xanthohumol die Nervenzellen des Gehirns schützen kann und dadurch möglicherweise helfen könnte, bei Erkrankungen wie Alzheimer oder Parkinson den Krankheitsverlauf zu verlangsamen.
An den Universitäten Hohenheim und Tübingen wird das Flavonoid als möglicher Wirkstoff gegen SARS-CoV-2 untersucht: In Zellkulturen hemmt Xanthohumol und seine Derivate das für die Virusvermehrung benötigte Enzym SARS-CoV-2 Papain-like-protease (PLpro).
An der Universität Madrid wird Xanthohumol als Wirkstoff gegen periimplantäre Pathogene untersucht.